# Dōjinshi
Dōjinshi (同人誌?) es la palabra japonesa para trabajos autopublicados, normalmente manga, novelas o revistas. Pueden ser trabajos originales o derivados de otra franquicias o series películas también. 

## Etimología
El término dōjinshi está formado por la palabra dōjin (同人?  tdl. ‘misma persona’) y el sufijo shi (誌?  tdl. ‘publicación o revista’), refiriéndose así a una publicación hecha por un grupo de personas con un objetivo o gusto en común. Este grupo de personas es llamado «círculo» (サークル sākuru?, del inglés circle) en el contexto del dōjinshi.

## Características

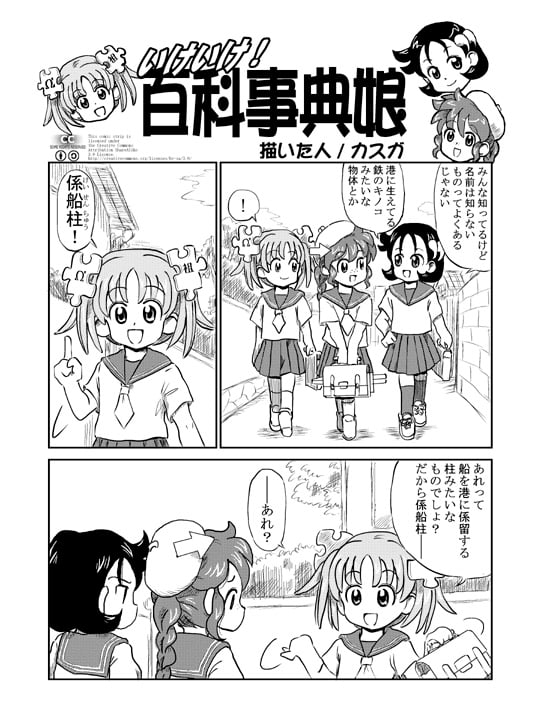
Primera página del manga dōjinshi de Wikipe-tan, Commons-tan y Wikiquote-tan

Los dōjinshi pueden ser trabajos de aficionados o publicaciones de manga de pequeña tirada. Normalmente, el dibujante de dōjinshi se basa en un manga o un anime de moda, pero puede incluir títulos anteriores o incluso los personajes originales del mangaka. Las historias consisten normalmente en una parodia o una historia original con los personajes del manga o anime dado. También existen dōjinshi sobre obras o películas europeas y americanas como, por ejemplo, Harry Potter, Powerpuff Girls o Star Wars.
A primera vista puede parecer que este sector del manga es dominado por las historias e ilustraciones hentai, pero muchos dōjinshi no están necesariamente orientados al lector adulto, sino que son creados por aquellos que prefieren publicar sus propios cómics o están buscando entrar en el mercado. Los artistas e ilustradores de dōjinshi, tanto los individuales como los miembros de un círculo, pueden ser meros aficionados o incluso artistas profesionales. Por ejemplo, el grupo profesional de artistas CLAMP se adentró en la industria produciendo dōjinshi.
Los seguidores más ávidos del dōjinshi acuden al Comiket (Comic Market, mercado de cómics), una convención bianual que tiene lugar en Tokio cada verano e invierno. Allí, los dōjinshi nuevos e incluso los antiguos se compran, venden e intercambian. Debido a las leyes de los derechos de autor, los artistas de dōjinshi solo pueden imprimir unas pocas copias de sus libros. Esto hace que las obras de los artistas y círculos más buscados se conviertan en algo que solo los que tienen más suerte y rapidez podrán conseguir antes de que la tirada se agote.
No existe un tamaño fijo para los dōjinshi; cada artista o círculo tiene libertad de escoger el tamaño que desee. Los precios pueden variar entre un dólar y varios cientos de dólares. Este tipo de arte se expandió enormemente durante los años 1990 ya que promociona una forma de arte libre y atrae tanto a los artistas con talento como a sus seguidores.

## Percepción
En la cultura occidental los trabajos dōjinshi son percibidos a menudo como derivados de trabajos existentes, similar a lo que se conoce como fanfiction. Sin embargo, aunque muchos trabajos dōjinshi suelen ser parodias o historias alternativas que utilizan las atmósferas de series conocidas de manga o anime e incluso videojuegos, otros trabajos como Touhou Project son completamente originales en todos los aspectos, desde los personajes hasta la historia.

## Categorías
Se distinguen en categorías similares al manga: kenzen (para niños), shōnen (para jóvenes y adolescentes), yaoi (hombre y hombre), yuri (mujer y mujer) y H «ecchi» o hentai (sexual). Algunos dōjinshi son historias originales que pueden pertenecer a cualquier categoría. El éxito o popularidad de un anime o manga determina si la franquicia tendrá un dōjinshi o no.